# NGC 5627
NGC 5627 ist eine 13,3 mag helle linsenförmige Galaxie vom Hubble-Typ S0 im Sternbild Bärenhüter und etwa 359 Millionen Lichtjahre von der Milchstraße entfernt.
Sie wurde am 4. April 1831 von John Herschel entdeckt.